# Gert Gelotte
Gert Gelotte, född 2 oktober 1949 i Fredericia, Danmark, är en svensk journalist.
Gert Gelotte var anställd på Göteborgs-Posten (GP) 1975–2015, där han bland annat var politisk reporter, krönikör och socialliberal ledarskribent. Gelotte avslutade sin anställning på GP i mars 2015 efter en konflikt med tidningsledningen om den politiska inriktningen på ledarsidan. 
Gelotte har därefter varit verksam som fri debattör och skribent, bland annat med krönikor i ETC Göteborg. 1999 utgav han boken Lars Hjörne: en intervjubok. 2016 var han huvudförfattare till boken En slant i muggen och sedan på Verbums förlag. I boken behandlas de tiggande romernas situation i Sverige och i Rumänien. 2017 tilldelades Gelotte Göteborgs stads förtjänsttecken. 2019 kom boken Göteborgs-Posten inifrån ut med Gelotte som medförfattare. Han har belönats med Johannapengen av Publicistklubbens västra krets. Gert Gelotte tillhör grundarna av den reformkatolska bloggen Katolsk Vision.